# Нахлік Євген Казимирович
Євге́н Казими́рович На́хлік (нар. 22 січня 1956, Судова Вишня) — український літературознавець, доктор філологічних наук, професор, дійсний член (академік) НАН України. Директор Інституту Івана Франка НАН України. Заслужений діяч науки і техніки України (2016).

## Біографія
Євген Нахлік народився 22 січня 1956 року в м. Судова Вишня на Львівщині.
У 1979 році закінчив українське відділення філологічного факультету Львівського державного університету ім. І. Франка. Після закінчення інституту він пройшов ще вишкіл у системі професійно-технічної освіти у Полтаві. У 1981 році переїхав до Києва, де вступив в аспірантуру при інституті літератури ім. Т. Г. Шевченка АН УРСР, яку закінчив у 1984 році. У 1984—1989 роках — молодший науковий співробітник, а в 1989—1991 роках — науковий співробітник відділу української дожовтневої літератури Інституту літератури ім. Т. Г. Шевченка АН УРСР.
24 квітня 1985 року на спеціалізованій вченій раді Інституту літератури ім. Т. Г. Шевченка АН УРСР захистив кандидатську
дисертацію на тему: «Українська романтична проза 30-60-х років XIX століття» та отримав науковий ступінь — кандидат філологічних наук.
Від березня 1991 року — виконувач обов'язків заступника директора з наукової роботи Інституту літератури ім. Т. Г. Шевченка АН УРСР — керівника Львівського відділення; від 14 листопада 1991 року — заступник директора з наукової роботи Інституту літератури ім. Т. Г. Шевченка НАН України — керівник Львівського відділення. Організатор академічного літературознавства. 1991 року організував відновлення, а фактично створив заново на цілком новій кадровій та матеріально-технічній базі Львівське відділення Інституту літератури ім. Т. Г. Шевченка НАН України, перетворене 2012 року на Інститут Івана Франка НАН України.
24 вересня 2009 року на спеціалізованій вченій раді Київського національного університету імені Тараса Шевченка захистив докторську дисертацію «Тарас Шевченко і польські та російські романтики (Індивідуальність письменника в інтертекстуальних зв'язках і типологічних збіжностях)» та отримав науковий ступінь — доктор філологічних наук.
Старший науковий співробітник зі спеціальності українська література (1996). Від 13 квітня 2011 року — директор-організатор, а від 25 квітня 2012 року — директор Інституту Івана Франка НАН України та професор зі спеціальності українська література.

## Проблематика досліджень
Євген Нахлік є відомим літературознавцем широкого профілю — історик української літератури, літературний критик, компаративіст, славіст, полоніст, русист. Інтерпретатор, біографіст, джерелознавець, текстолог. Дослідник творчості Пантелеймона Куліша, Тараса Шевченка, Івана Франка, Івана Котляревського, Григорія Сковороди, Миколи Гоголя, «Руської Трійці», Леоніда Глібова, Богдана Ігоря Антонича, Євгена Маланюка, Олександра Пушкіна, Михайла Лермонтова, Адама Міцкевича, Юліуша Словацького, Зигмунта Красінського.
З ініціативи та під керівництвом Євгена Нахліка в Інституті Івана Франка НАН України (донедавна — Львівське відділення Інституту літератури ім. Т. Г. Шевченка НАН України) видаються серії: «Літературознавчі студії» (вийшло 18 книжок), «Франкознавча серія» (14 книжок), «Літературні пам'ятки» (7 книжок), «Бібліографічна серія» (5 книжок), «Літературні портрети» (2 книжки) та ін. Під науковим керівництвом Євгена Нахліка захищено дев'ять кандидатських дисертацій з філології.
З травня 2024 року член редакційної ради художньо-аналітичного альманаху «Кременецький культурний контекст».

## Праці
Автор понад 350 наукових публікацій, серед них 11 монографій, 2 колективних монографій, 7 розділів в академічних історіях, зокрема, в «Історії української літератури» (т. 1 (2013); т. 2 та т. 3 (2014)), «Історії Львова» (т. 2, 2007), співавтор 4 університетських і 2 шкільних посібників, підручників та хрестоматій (зокрема «Літературна Львівщина: Хрестоматія для вивчення літератури рідного краю», 2004), сотень статей, передмов, рецензій тощо.
Упорядник і коментатор видань творів Пантелеймона Куліша, Івана Франка, Тараса Шевченка, Маркіяна Шашкевича, української новелістики кінця XIX — початку ХХ століття.
Книжкові видання
- Українська романтична проза 20-60-х років XIX ст. / Є. К. Нахлік. — К.: Наукова думка, 1988. — 318 с.
- Творчість Івана Котляревського: Замовчувані інтерпретації, дискусійні проблеми, спроба нового прочитання (з погляду літературних напрямів і течій) / Є. К. Нахлік. — Львів, 1994. — 68 с.
- Перелицьований світ Івана Котляревського: монографія / Наук. ред. В. Панченко; Національна Академія Наук України, ДУ «Інститут Івана Франка». — Львів: [б. в.], 2015. — 543 с. — (Серія «Літературознавчі студії»; вип. 21). — ISBN 978-966-02-7491-4 (вип. 21), ISBN 966-02-2625-X (серія).
- Пантелеймон Куліш і «Руська Трійця»: до проблеми ідеологічних шукань серед української інтелігенції XIX століття / Є. К. Нахлік. — Львів: ТзОВ «Львівські новини», 1994. — 28 с.
- Орест Авдикович — письменник, літературознавець, педагог / Є. К. Нахлік. — Львів, 2001. — 92 с.
- Доля — Los — Судьба: Шевченко і польські та російські романтики / Є. К. Нахлік; Національна Академія Наук України, Інститут літератури ім. Т. Г. Шевченка, Львівське відділення. — Львів: [б. в.], 2003. — 568 с. — (Літературознавчі студії; вип. 8). — ISBN 966-02-2625-Х.
- Львівському відділенню Інституту літератури ім. Т. Г. Шевченка НАН України — 10 років / Є. К. Нахлік, О. О. Федорук. — Львів: Ліга-Прес, 2003. — 137 с.
- Подружнє життя і позашлюбні романи Пантелеймона Куліша / Є. К. Нахлік. — К.: Український письменник, 2006.
- Пантелеймон Куліш: Особистість, письменник, мислитель: Наукова монографія: У 2 т. / Є. К. Нахлік. — Т. 1: Життя Пантелеймона Куліша: Наукова біографія. — К.: Український письменник, 2007. — 463 с., [16] арк. іл., портр. — (Літературні студії; Вип. 12). — Бібліогр. у підрядк. приміт. — ISBN 966-579-203-2.
- Пантелеймон Куліш між Параскою Глібовою і Горпиною Ніколаєвою: Біографічно-культурологічне дослідження. З додатком невідомого литстування / Є. К. Нахлік, О. М. Нахлік; Національна Академія Наук України, Львівське відділення інституту літератури ім. Т. Г. Шевченка. — Львів: [б. в.], 2009. — 319 с.: іл. — (Літературознавчі студії; вип. 13) — ISBN 966-02-2625-Х (серія), ISBN 978-966-02-4986-8 (Вип. 13).
- Творчість Юліуша Словацького й Україна. Проблеми українсько-польської літературної компаративістики: дослідж., статті / Є. К. Нахлік. — Л.: [б. в.], 2010. — 287 с.: іл. — (Літературознавчі студії; вип.&nbsp16). — ISBN 978-966-02-5530-2 (Вип.&nbsp16), ISBN 966-02-2625-X (серія).
- «І мертвим, і живим, і ненарожденним», і самому собі: Шевченкове ословлення минулого, сучасного й майбутнього та власної екзистенції. — Львів, 2014. — 471 с.
- Від преромантизму до постмодернізму: Сильветки письменників. Літературно-критичні статті та рецензії. Екскурси до класики. Теоретико-компаративістичний уступ. — Львів, 2016. — 406 с.
- Перипетії з приват-доцентурою Івана Франка у Львівському та Чернівецькому університетах. — Львів, 2018. — 172 с.
- Віражі Франкового духу: Світогляд. Ідеологія. Література. — Київ: Наукова думка, 2019. — 638 с.
- Іван Котляревський у рецепції Івана Франка: До 250-річчя від дня народження першого класика нової української літератури. — Львів, 2019. — 191 с.

Статті, рецензії, інтерв'ю
- Нахлік Є. Академікові Ігорю Рафаїловичу Юхновському — 90! / Євген Нахлік // Інститут Івана Франка Національної академії наук України.
- Нахлік Є. Академікові Миколі Григоровичу Жулинському — 75! / Євген Нахлік // Інститут Івана Франка Національної академії наук України.
- Нахлік Є. Гелікон Миколи Жулинського: До 75-річниці від дня народження / Євген Нахлік, директор Інституту Івана Франка, член-кореспондент НАН України // Літературна Україна. — 2015. — № 32. — 27 серп. — С. 5.
- Нахлік Є. З ювілеєм, дорога Тамаро Іванівно! / Євген Нахлік // Інститут Івана Франка Національної академії наук України.
- Нахлік Є. Про Пантелеймона Куліша // Неборак В., Лексикон А. Г. / Віктор Неборак; НАН України. Інститут Івана Франка. — Івано-Франківськ: «Лілея-НВ», 2015. — С. 146—151.. — (Серія «Літературна критика і есеїстка»; вип. 3).
- Нахлік Є. Реформатор українського літературознавства: До ювілею Тамари Гундорової / Євген Нахлік // Zbruč.
- Нахлік Є. Франкова кореспондентка і перекладачка Наталія Арабажин з роду Деґенів / Євген Нахлік // «Йшла не тільки з духом часу, але й перед ним»: Наталія Кобринська та літературний процес середини ХІХ‒ХХ ст.: збірник наукових праць. До 160-річчя від дня народження Наталії Кобринської. До 90-ліття до дня заснування Союзу Українок Америки / Національна академія наук України, Інститут Івана Франка; Всеукраїнська громадська організація Союз Українок України; відповід. ред. А. Швець; наук. та літ. ред. М. Легкий, О. Мельник, А. Швець. — Львів, 2015. — С. 187—202.
- Нахлік Є. «Перебендя» / Євген Нахлік // Шевченківська енциклопедія: В 6 т. — К.: НАН України, Ін-т л-ри ім. Т. Г. Шевченка, 2015. — Т. 5: Пе–С. — С. 34–39.
- Нахлік Є. Реалізм у літературній творчості Шевченка / Євген Нахлік // Там само. — С. 423—435.
- Нахлік Є. Ревакович Тит (Титко) Іванович / Євген Нахлік // Там само. — С. 437.
- Нахлік Є. Революційні вияви в позалітературній діяльності Шевченка / Євген Нахлік // Там само. — С. 438—440.
- Нахлік Є. Рожанський Гнат / Євген Нахлік // Там само. — С. 506—507.
- Нахлік Є. Романтизм у літературній творчості Шевченка / Євген Нахлік // Там само. — С. 519—536.
- Нахлік Є. «Сичі» / Євген Нахлік // Там само. — С. 777—778.
- Нахлік Є. Словацький Юліуш / Євген Нахлік // Там само. — С. 821—824.
- Нахлік Є. Танячкевич Данило Іванович / Євген Нахлік // Шевченківська енциклопедія: В 6 т. — К.: НАН України, Ін-т л-ри ім. Т. Г. Шевченка, 2015. — К., 2015. — Т. 6: Т–Я. — С. 24–26.
- Нахлік Є. Доля / Євген Нахлік // Там само. — С. 151—161.
- Нахлік Є. Майбутнє / Євген Нахлік // Там само. — С. 214—223.
- Нахлік Є. Революціонізм / Євген Нахлік // Там само. — С. 126—135.
- Нахлік Є. Устиянович Микола Леонтійович / Євген Нахлік // Там само. — С. 455—456.
- Нахлік Є. Устиянович-Бобикевич Марія Миколаївна / Євген Нахлік // Там само. — С. 456—457.
- Нахлік Є. «Хіба самому написать» / Євген Нахлік // Там само. — С. 602—606.
- Нахлік Є. Ценглевич Каспер-Мельхіор-Бальтазар / Євген Нахлік // Там само. — С. 675—677.
- Нахлік Є. Шевченкове пророцтво / Євген Нахлік // Там само. — С. 903—911.
- Nahlik J. Do «praiskona»: mitopoetski vector lirskesvijesti Boğdana Iğora Antonyča / Jevğen Nahlik; Sukrajinsko gapreveo Josip Kranjčec // Ukrajinska Galicija (prijevodi s ukrajinskoga) / Uredio Jevgenij Paščenko. — Zagreb, 2015. — S. 307—323. — Knjižnica Ucrainiana Croatica. Knjiga 12; Str. 539: Jevğen Nahlik (Нахлік, Євген Казимирович) [довідка про автора].
- Нахлік Є. Вона також випереджала час: Роль Івана Франка у становленні Климентини Попович / Оксана Нахлік // «Йшла не тільки з духом часу, але й перед ним»: Наталія Кобринська та літературний процес середини ХІХ‒ХХ ст.: збірник наукових праць. До 160-річчя від дня народження Наталії Кобринської. До 90-ліття до дня заснування Союзу Українок Америки / Національна академія наук України, Інститут Івана Франка; Всеукраїнська громадська організація Союз Українок України; відповід. ред. А. Швець; наук. та літ. ред. М. Легкий, О. Мельник, А. Швець. — Львів, 2015. — С. 203—208.
- Нахлік Є. Голос / голод пустелі, або — Туга за світлом / Оксана Нахлік // Дзвін. — 2015. — № 7. — С. 158—160. — Рец. на кн.: Галицькі оповідання [Текст]: оповідання / АнджейСтасюк; пер. з пол. Тараса Прохаська. — Львів: Видавництво Старого Лева, 2014. — 120 с.
- Нахлік Є. Дні Світла рік тому і — Назавжди / Оксана Мирославівна Стельмахович-Нахлік // Прикарпатський національний університет імені Василя Стефаника. Педагогічний інститут: Вдячне слово з нагоди відзначення 80-річчя від дня народження акад. Мирослава Гнатовича Стельмаховича в Педагогічному інституті Прикарпатського університету.
- Нахлік Є. «Іще раз про банально-Вічне» / Оксана Нахлік // Дзвін. — 2015 — № 2/3. — С. 145—147. — Рец. на кн.: Мелодія кави у тональності кардамону: роман / Наталія Гурницька; передм. О. Печорної. — Х.: Книжковий Клуб «Клуб Сімейного Дозвілля», 2013. — 400 с.
- Нахлік Є. Особистісне як архетипне / Оксана Нахлік // Дзвін. — 2015 — № 4/5. — С. 195—196. — Рец. на кн.: Розлуння: збірка / О. С. Тебешевська. — Івано-Франківськ: Тіповіт, 2013. — 132 с.
- Нахлік Є. [Передмова] / [Preface] / Оксана Нахлік / OksanaNakhlik // Починайко Марта / PochynaykoMarta. Дзвін каменю: Поезії / StoneOutcry: Poetry. — Львів: Видавництво «Апріорі», 2015. — С. 5–12 / P. 13–21.
- Нахлік Є. Підгірянка Марійка / Оксана Нахлік // Шевченківська енциклопедія: В 6 т. — Т. 5: Пе–С / НАН України, Ін-т л-ри ім. Т. Г. Шевченка; редкол.: М. Г. Жулинський (гол.) [та ін.]. — К., 2015. — С. 128—129.
- Нахлік Є. «Щаслива Австрія», або «Дим від спалених ілюзій» / Оксана Нахлік // Дзвін. — 2015 — № 1. — С. 175—177. — Рец. на кн.: Фелікс Австрія [Текст]: роман / Софія Андрухович — Львів: Видавництво Старого Лева, 2014. — 288 с.
- Нахлік Є. Сучасний стан франкознавчих досліджень і проблема створення Інституту Івана Франка НАН України / Євген Нахлік // Слово і час. — 2011. — № 8. — С. 38-48.

## Відзнаки, нагороди
- 2004 — Лавреат літературознавчої премії імені академіка Сергія Єфремова;
- 2006 — Почесна Грамота Президії Національної академії наук України, Центрального комітету профспілки працівників НАН України;
- 2006 — ювілейна медаль «150 років від дня народження Івана Франка»;
- 2007 — Лавреат літературознавчої премії імені І. Я. Франка Національної академії наук України;
- 2008 — Почесна Грамота Львівської обласної державної адміністрації;
- 2009 — Лавреат чернігівської літературно-мистецької премії імені Михайла Коцюбинського;
- 2011 — Лавреат літературознавчої премії імені Григорія Костюка;
- 2011 — Почесна Грамота Західного наукового центру НАН України та МОНМС України;
- 2012 — Лавреат літературно-мистецької премії імені Пантелеймона Куліша;
- 2015 — Лауреат Полтавської обласної премії імені І. П. Котляревського в номінації «Подія року»;
- 2015 — Лавреат Львівської обласної премії в номінації «Літературознавство, сучасна літературна критика та переклади» – імені Михайла Возняка;
- 2016 — Лавреат Міжнародної літературної премії імені Григорія Сковороди «Сад божественних пісень»[6];
- 2016 — Заслужений діяч науки і техніки України;
- 2018 — Подяка міського голови Львова Андрія Садового від Громади міста «За особистий внесок у розвиток науки та з нагоди 145-річчя з дня заснування Наукового товариства імені Шевченка»;
- 2018 — Пам'ятна відзнака НАН України на честь 100-річчя Національної академії наук України;
- 2019 — Подяка Західного наукового центру НАН України і МОН України «за активну громадську науково-організаційну і просвітницьку діяльність для підвищення ролі науки у розвитку держави та з нагоди 30-річчя відновлення НТШ в Україні»;
- 2020 — Лавреат III Всеукраїнського бібліотечного «Біографічного рейтингу» в номінації «Життєпис» (Диплом 1-го ступеня за книжку «Віражі Франкового духу. Світогляд. Ідеологія. Література»);
- 2020 —  Лавреат Львівської обласної премії для працівників наукових установ та закладів вищої освіти;
- 2020 — Відзнака Національної академії наук України «За професійні здобутки»;
- 2021 — Почесна грамота Верховної Ради України «За особливі заслуги перед Українським народом»;
- 2021 — нагрудний знак «Золотий герб міста Львова».